# Akos Verboczy
Akos Verboczy est un écrivain et essayiste québécois né en 1975 à Budapest en Hongrie. Il est notamment connu pour son essai autobiographique Rhapsodie québécoise : itinéraire d'un enfant de la loi 101, publié en 2016, qui a rencontré un vif succès tant auprès du public que de la critique. Son premier roman, La Maison de mon père, est publié en 2023 au Québec et en 2024 en France.

## Biographie
Akos Verboczy a grandi en Hongrie à Budapest dans une famille d'origine juive. En 1986, à l’âge de 11 ans, il a immigré à Montréal, au Québec (Canada), en compagnie de sa mère et de sa sœur aînée. Il fait ses études à l’École secondaire Mont-Royal, au Collège de Rosemont et à l’UQAM en sciences politiques.
Akos Verboczy intervient régulièrement dans les médias sur des questions d'immigration, d'éducation, de culture et de protection de la langue française au Québec. Entre 2001 et 2005, il est plusieurs fois l'invité de Marie-France Bazzo à l'émission Indicatif présent sur la radio de Radio-Canada. Chroniqueur, il a signé des textes à saveur sociale et politique au Journal Métro de 2011 à 2012 ainsi que dans le journal La Presse en 2017 et 2018,,.
En 2008, il a été l'un des protagonistes du documentaire Génération 101, réalisé par Claude Godbout, aux côtés de Ruba Ghazal, Farouk Karim et Daniel Russo Garrido (dit Boogat). Il a également participé à divers autres documentaires, tels que Les enfants de la loi 101 (Radio-Canada, 2017), Identité dans la diversité avec Bernard Derome (Télé-Québec, 2016), Le vrai nouveau monde avec Gregory Charles (ICI ARTV-Radio-Canada, 2020) et Une histoire sur le goût de la langue (Savoir Médias, 2022).
En 2019, il accorde une longue entrevue au micro de Michel Lacombe à l’émission le 21e à Première chaîne de Radio-Canada.

## Écriture
En 2016, Akos Verboczy a publié son premier livre, Rhapsodie québécoise : l'itinéraire d'un enfant de la loi 101 aux éditions du Boréal. Cet essai autobiographique, qui retrace avec humour son parcours d'immigrant, a été très chaleureusement accueilli tant par le public que par les milieux intellectuels et littéraires. Pour l'anthropologue Serge Bouchard, il s'agit d'un « fascinant et magnifique récit, surtout lecture obligatoire avant de commencer à réfléchir sur la question du vivre ensemble. » Le chroniqueur littéraire du Devoir, Louis Cornellier, décrit l'œuvre comme un « délicieux autoportrait, plein d'humour, de finesse et de tranchant. »
En 2017, Rhapsodie québécoise a été traduit en anglais par les éditions Baraka Books et a aussi été édité en livre de poche dans la collection Boréal Compact.
Marqué par l'œuvre de Gilles Vigneault, il lui rend hommage dans l'ouvrage collectif Canons: Onze déclaration d'amour littéraire, publié chez VLB en 2023.
En 2023, il a publié La Maison de mon père, son premier roman. Dans cette œuvre, le personnage principal, l'alter ego de l'auteur, retourne dans son pays natal à la recherche de ses racines et de ses proches. La critique littéraire Marie-France Bornais du Journal de Québec parle d'un « premier roman magnifique, émouvant, rempli de souvenirs, d’une certaine nostalgie, de retrouvailles joyeuses et de moments plus douloureux. » et Christian Desmeules dans Le Devoir présente le livre comme « un premier roman nostalgique, dédié à ceux qui restent, cahier d’un retour au pays natal sans triomphe, dans lequel un narrateur zigzague dans les lieux qui ont marqué son enfance heureuse. » Plusieurs autres critiques ont présenté ce roman,,. En janvier 2024, le roman est publié en France par la maison d'édition Le bruit du monde.

## Œuvres
- Rhapsodie québécoise : Itinéraire d'un enfant de la loi 101, Boréal, 2016  (ISBN 9782764624210) coll. Boréal Compact (2017) (ISBN 9782764624883)
  - (en) Rhapsody in Québec : The Path of an Immigrant Child, Baraka Books, 2017 (ISBN 9781771861021)
- Canons : Onze déclaration d'amour littéraire, ouvrage collectif, Éditions VLB, 2023
- La Maison de mon père, Boréal, 2023 (ISBN 9782764627556 et 2764627556) (pour le Québec) et les Éditions Le Bruit du monde, 2024  (ISBN 9782493206954) (pour la France, la Suisse, la Belgique)

## Prix et honneurs
- 2012 - Finaliste - Grands Prix du journalisme indépendant, catégorie journalisme d'opinion
- 2016 - Gagnant - Livre de l'année - Grand prix de La Presse québécoise[18]
- 2016 - Palmarès - Les 10 essais de l’année - Nathalie Collard - La Presse[19]
- 2016 - Palmarès - Les 12 meilleurs essais de l’année - Jacques Lanctôt - Journal de Montréal[20]
- 2016 - Lauréat - Les incontournables Radio-Canada : 100 livres d’ici qui racontent le monde d’aujourd’hui[21]
- 2017 - Lauréat - Les incontournables Radio-Canada : 100 livres d’ici à faire lire à ceux qui nous dirigent[21]
- 2017 - Finaliste - Prix de la diversité Métropolis Bleu[22]
- 2022 - Lauréat - Concours de traduction décerné par l'Institut Liszt Paris pour la nouvelle de László Darvasi
- 2023 - Palmarès - 12 coups de cœur pour le 12 août, Le Devoir[23]
- 2023 - Finaliste - Prix du Rendez-vous du premier roman, sélection 2023-2024[24]
- 2024 - Gagnant -  Prix Nouvel Apport Metropolis bleu / Conseil des arts de Montréal[25]